# 千葉県道58号松尾蓮沼線

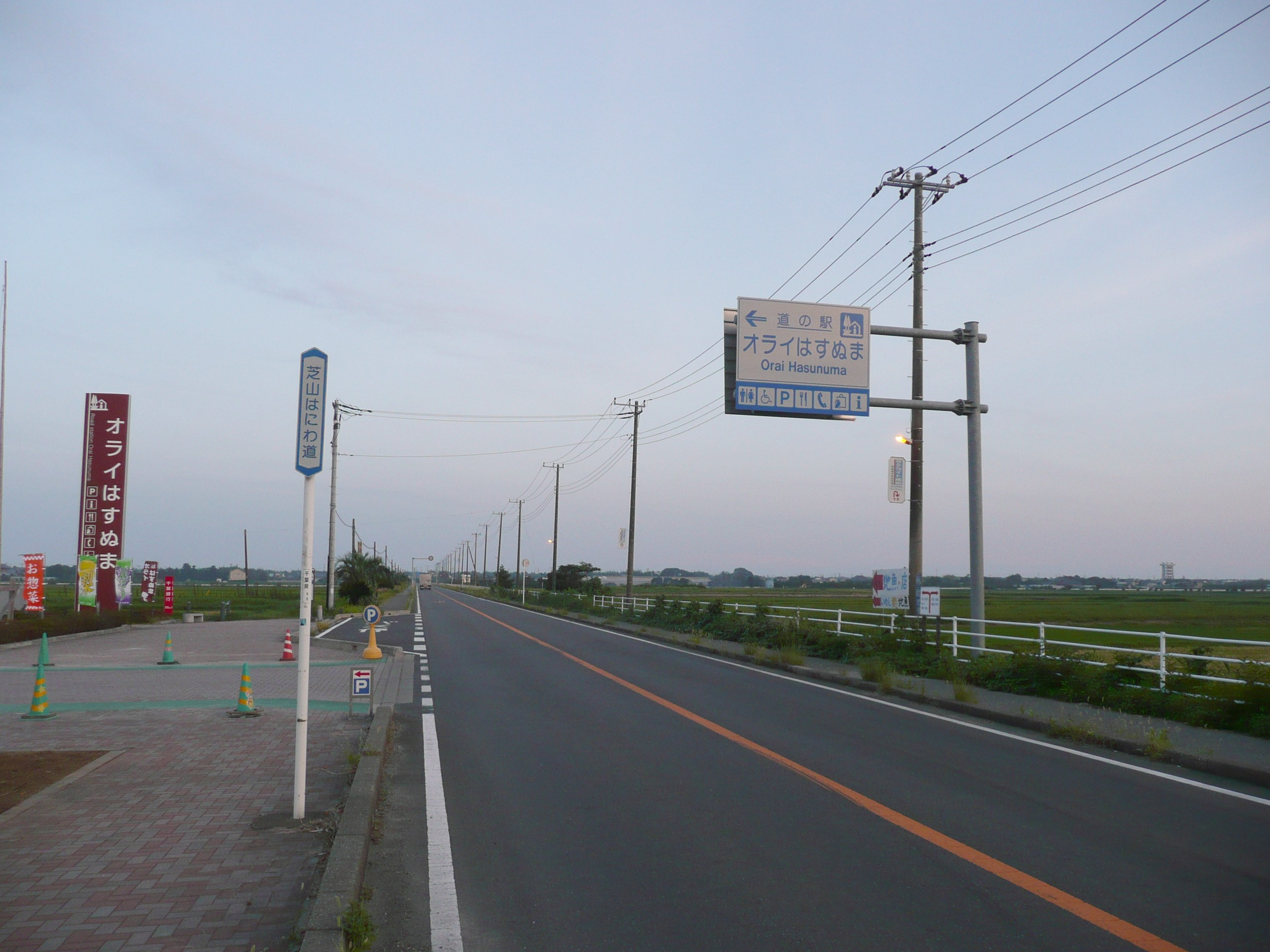
千葉県道58号（道の駅オライはすぬま前、2010年9月）

千葉県道58号松尾蓮沼線（ちばけんどう58ごうまつおはすぬません）は、千葉県山武市松尾町松尾の「猿尾交差点」（千葉県道62号成田松尾線猿尾トンネル出口（終点）」を起点とし、同市蓮沼ホ（中下）の「中下交差点」を終点とする主要地方道である。
千葉県道62号成田松尾線とともに「千葉県道路愛称制定委員会」制定の芝山はにわ道の愛称を持っている。
なお、松尾町大堤の国道126号との交点「大堤交差点」から蓮沼ニ（南浜）の千葉県道30号飯岡一宮線との交点「南浜交差点」までの「旧道」も現存している。

## 愛称
- 芝山はにわ道

## 起点・終点
- 起点：山武市松尾町松尾（猿尾交差点 = 国道126号、千葉県道22号千葉八街横芝線 交点、千葉県道62号成田松尾線 終点）
- 終点：山武市蓮沼ホ、中下（中下交差点 = 千葉県道30号飯岡一宮線 交点）

## 通過する自治体
- 千葉県
  - 山武市

## 接続するおもな道路
- 国道126号・千葉県道22号千葉八街横芝線・千葉県道62号成田松尾線 （山武市松尾町松尾（猿尾交差点 = 起点））
- 千葉県道122号飯岡片貝線（山武市蓮沼ハ、中根（中根交差点））
- 千葉県道30号飯岡一宮線（山武市蓮沼ホ、中下（中下交差点=終点））

## 道の駅
- オライはすぬま（山武市蓮沼ハ）